# Das Haus nebenan
 Das Haus nebenan (Originaltitel: The House Next Door) ist ein US-amerikanischer Mysterythriller aus dem Jahr 2006 und basiert auf dem gleichnamigen Roman von Anne Rivers Siddons. Regie führte Jeff Woolnough. Der Film wurde in Deutschland am 29. Mai 2007 auf DVD veröffentlicht.

## Handlung
Col Kennedy und ihr Ehemann Walker leben in der Long Branch Road, einer feinen Wohngegend mit freundlichen Nachbarn. Niemand in der Siedlung ist begeistert, als der kleine Wald neben dem Haus der Kennedys abgeholzt und stattdessen ein Haus errichtet wird. Das neue Haus ist ein besonders auffälliges, kunstvolles Gebäude, das der junge Architekt Kim entworfen hat.
Col und Walker freunden sich schnell mit den Besitzern des Hauses, dem jungen Ehepaar Pie und Buddy Harrelson, das Nachwuchs erwartet, an. Seit der Fertigstellung des Hauses wirkt der Architekt Kim jedoch seltsam niedergeschlagen. Er hat das Gefühl, dass sich etwas Fremdes in dem Haus befindet, das nicht von ihm stammt. Seit das Haus steht, hat er zudem keine Ideen mehr für andere Projekte. Auch die Besitzer Pie und Buddy äußern gegenüber Col ihr Unbehagen in Bezug auf das Haus, besonders, nachdem ihr Hund auf rätselhafte Weise getötet wurde. Auf der Einweihungsfeier des Hauses kommt es schließlich zu einer unerklärlichen Katastrophe: Buddy stößt Pie die Treppe hinunter, woraufhin sie ihr Kind verliert. Als Buddy von der Polizei abgeführt wird, ist er völlig verwirrt und versteht nicht, wie er diese schreckliche Tat begehen konnte.
Als Nächstes zieht das Ehepaar Anita und Client, das seinen Sohn im Irak-Krieg verloren hat, in das Haus ein. Bald beginnt Anita unter Visionen zu leiden, in denen sie ihr verstorbener Sohn um Hilfe anfleht. Auch Col wird Zeugin einer dieser Visionen und glaubt nun fest an die Existenz einer bösen Macht in dem Haus. Schließlich nimmt sich Anita das Leben.
Als das Haus nun wieder zum Verkauf steht, kehrt Kim von einer längeren Reise zurück. Col berichtet ihm von den Ereignissen und sie besichtigen gemeinsam das leerstehende Haus. Col vermutet, dass das Haus die größten Ängste der Menschen wahr werden lässt. Als Kim sie daraufhin fragt, was ihre größte Angst sei, beginnt sie plötzlich, ihn zu küssen. Dies wird von Walker durchs Fenster beobachtet und er greift die beiden mit einem Messer an. Erst nachdem Col ihn einige Meter von dem Haus weggelockt hat, kommen sie wieder zu sich und erkennen, dass sie unter dem Einfluss des Hauses standen. Beinahe hätte sich die größte Angst der beiden erfüllt und sie hätten einander verloren.
Col will verhindern, dass weitere Menschen in dem Haus sterben, doch sie weiß auch, dass ihr die Wahrheit niemand glauben wird. Als das Ehepaar Suzannah und Josh mit seiner kleinen Tochter Belinda in das Haus einzieht, sucht Col den Kontakt zu der Familie, besonders zu Belinda, um im Notfall eingreifen zu können. Bald beginnt sich Joshs schon vorher vorhandene Ordnungsliebe ins Unermessliche zu steigern und er terrorisiert seine Familie. Eines Nachts flieht Belinda zu Col und Walker, da Josh seine Frau Suzannah mit einer Waffe bedroht. Bevor Walker jedoch eingreifen kann, gelingt es Suzannah, an die Waffe zu kommen. Sie erschießt ihren Mann und tötet sich danach selbst.
Zu Cols und Walkers Erstaunen erweist sich der nächste Besitzer des Hauses als Kim. Der Architekt zeigt einen übersteigerten Hochmut und leugnet, jemals an etwas Böses in dem Haus geglaubt zu haben. Col und Walker sind nun fest entschlossen, das Haus zu zerstören. Sie dringen in der Nacht ins Haus ein und lassen Gas entweichen, werden jedoch von Kim überrascht. Es kommt zum Kampf und schließlich zur Explosion des Hauses.
Kim hat die Explosion, die von den Behörden als Unfall eingestuft wird, nicht überlebt. Col und Walker haben Belinda adoptiert und mit ihr die Wohngegend verlassen.
Am Ende zeigt ein Architekt einem Paar die Baupläne für ein Haus, die er von einem Kollegen übernommen hat. Es sind Kims Pläne für das berüchtigte Haus. Das ahnungslose Paar ist begeistert.

## Auszeichnungen
Niamh Wilson wurde als Beste Nebendarstellerin für einen Young Artist Award nominiert.

## Kritiken
„Verfilmung des zweiten Romans von Anne Rivers Siddons, der von Stephen King nach der Veröffentlichung 1978 als eine der besten Spukhausgeschichten bezeichnet wurde, die jemals geschrieben wurden. Colin Ferguson und Lara Flynn Boyle mühen sich redlich als verfolgtes Ehepaar Kennedy in einem mitunter etwas vorhersehbaren, auf jeden Fall aber dünnen Skript.“